# Escape to Danger
Escape to Danger é um filme britânico de 1943 dirigido por Lance Comfort e Victor Hanbury.